# Live in Brasília
Live in Brasília é o quinto álbum de vídeo do grupo pop mexicano RBD, gravado em 21 de abril de 2008 na Esplanada dos Ministérios em Brasília, durante o 48º aniversário da capital federal brasileira. O álbum foi lançado em 26 de março de 2009 pela EMI Music. Foi o maior espetáculo da história da banda e um dos maiores shows internacionais no Brasil.
O show faz parte da Empezar Desde Cero Tour e estima-se que participaram quase quinhentas mil pessoas, sob forte calor. Por conta da separação do grupo, o projeto foi lançado apenas onze meses após a gravação, tendo sido um dos três DVDs do RBD gravados no Brasil. Em 2 de outubro de 2020, a gravadora Universal Music lançou a versão ao vivo do DVD.

## Antecedentes

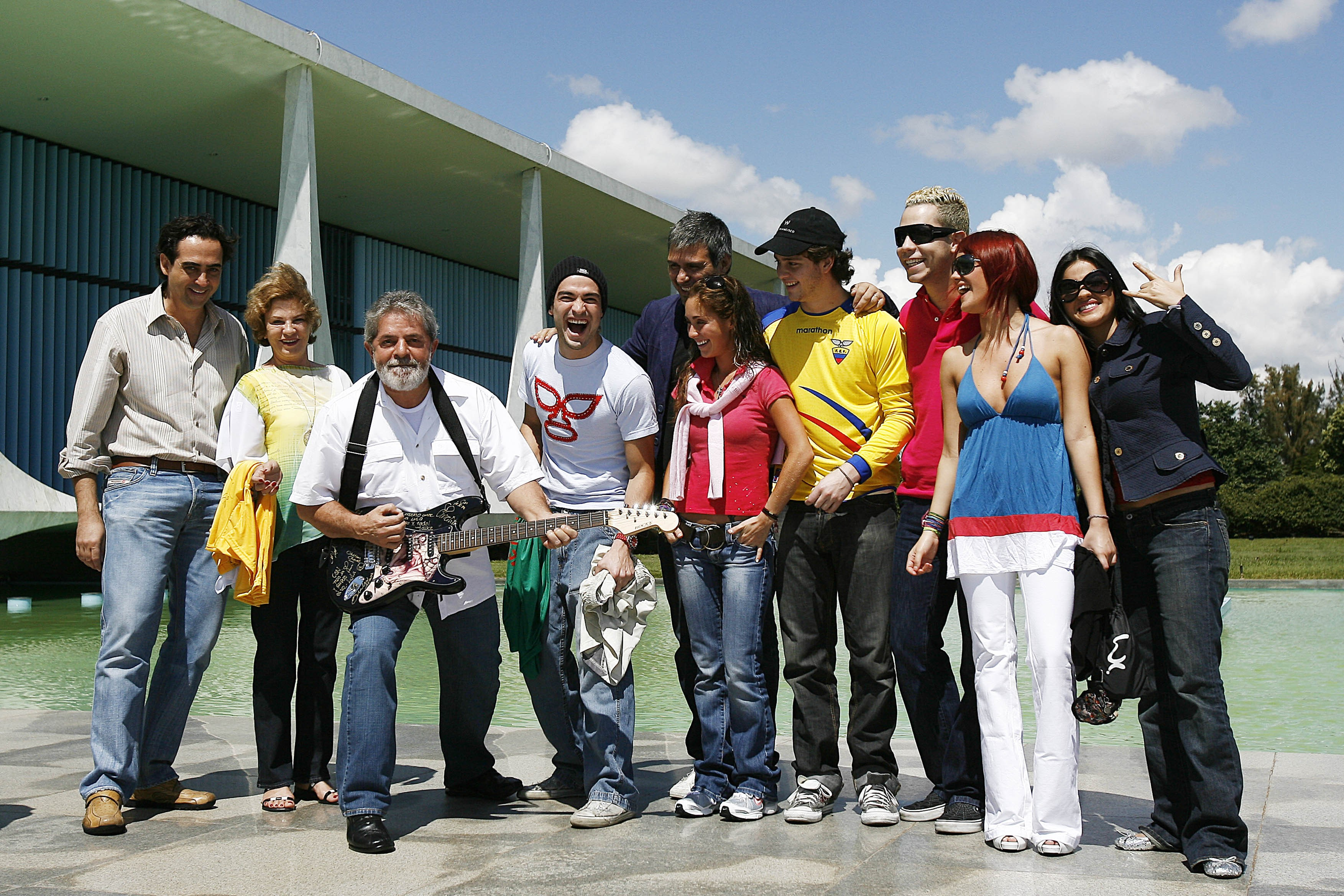
O presidente do Brasil Luiz Inácio Lula da Silva e sua esposa Marisa Silva ao lado do grupo, em abril de 2007. Nessa ocasião surge o convite para o show no aniversário de Brasília.

Em abril de 2007, o grupo desembarcou no Brasil para apresentar sua terceira turnê, a Celestial Tour. Depois de alguns problemas na primeira passagem, em 2006, com um trágico episódio onde três pessoas morreram em um evento mal dimensionado com a banda no estacionamento de um shopping em São Paulo, os shows agora seriam mais organizados. A Celestial World Tour passou por doze cidades, com a banda fazendo treze shows, incluindo uma gravação de DVD, o Live in Rio. Essa foi a maior turnê internacional no Brasil até então, e uma das cidades visitadas foi Brasília, onde o grupo fez seu show no antigo Estádio Mané Garrincha.
Na capital federal brasileira, o presidente Luiz Inácio Lula da Silva convidou o grupo para ir ao palácio presidencial, o Palácio da Alvorada, onde participaram de um churrasco e jogaram futebol com ele. Lula aproveitou a ocasião para convidar o grupo para se apresentar no 48º aniversário da cidade, que aconteceria em abril de 2008.

## Conceito
O grupo se apresentou gratuitamente para cerca de 500 mil pessoas na Esplanada dos Ministérios no dia 21 de abril de 2008. Esse foi o show do grupo de maior público da Empezar Desde Cero Tour e também o maior de toda a carreira do grupo, além de entrar para a lista dos dez maiores shows internacionais realizado no Brasil. O repertório do show contou com músicas do disco mais recente até então, Empezar Desde Cero (2007) e seus antigos sucessos dos álbuns anteriores.  
O show aconteceu a tarde, tendo começado as 14 horas e terminado às 17h30. Isso aconteceu devido ao fato de que outro DVD, da banda Capital Inicial, seria gravado a noite, em meio às comemorações dos 48 anos da capital federal brasileira. Durante o dia do aniversário, mais de um milhão de pessoas passou pela Esplanada dos Ministérios, somando o show do RBD, do Capital Inicial e outros shows e eventos.

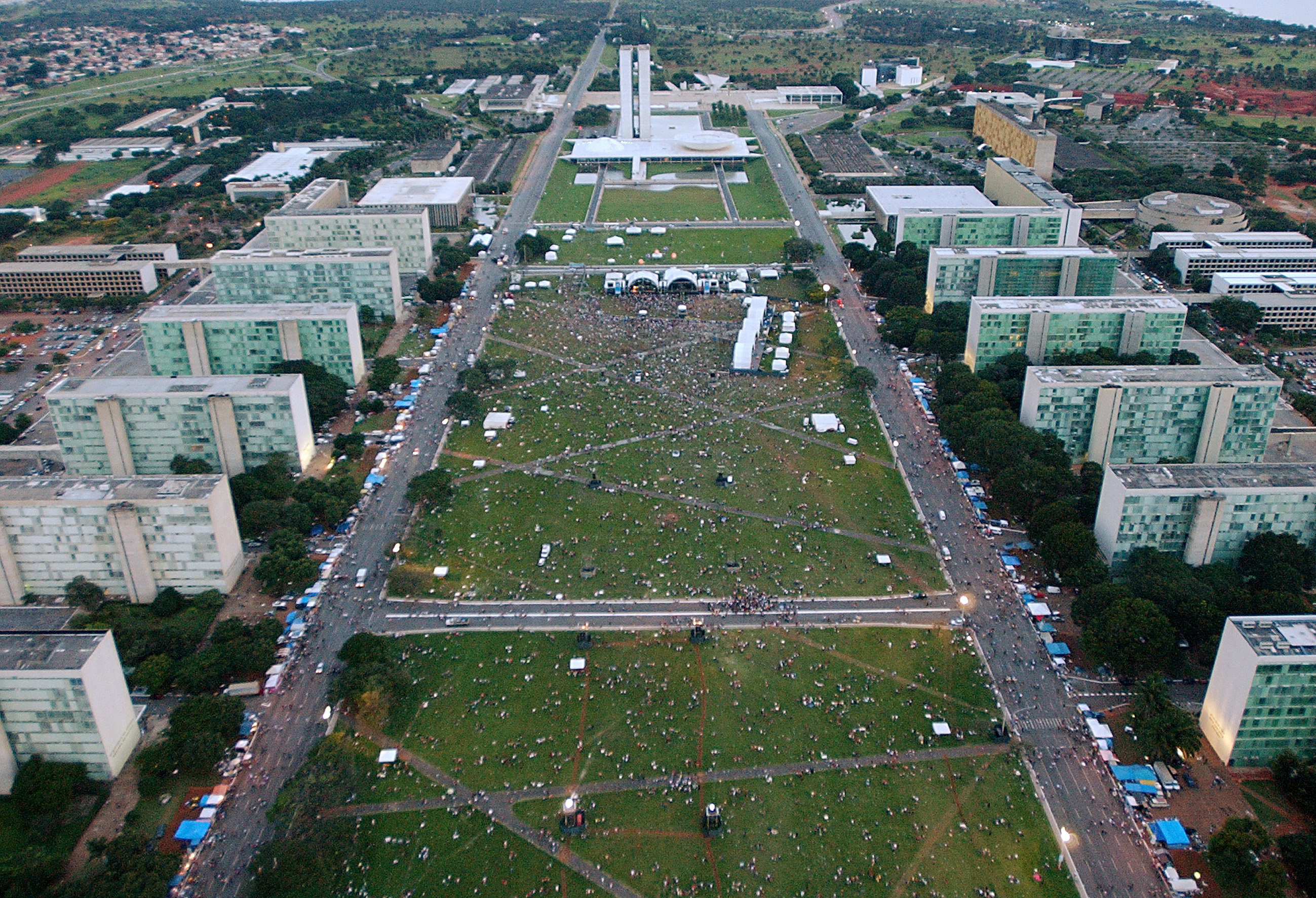
Fotográfica realizada no dia 21 de abril de 2008, horas antes da apresentação. O palco da banda é o segundo da esquerda para a direita.

O calor forte da tarde de Brasília atrapalhou o espetáculo, que foi interrompido por esse motivo - o grupo chegou a jogar garrafas d'água para a multidão e mais de 160 desmaios foram registrados. Apesar do calor, o show foi um sucesso para os admiradores, com outras interrupções acontecendo devido ao êxtase do público - a ponto do produtor geral ter de pedir calma dos fãs para que o show continuasse normalmente após uma invasão de uma área próxima ao palco durante a música "Y No Puedo Olvidarte". A banda tinha grandes preocupações com a segurança dos fãs depois do evento trágico de 2006.
Além dessa invasão, a segurança teve trabalho com dois outros fãs: o primeiro pulou a grade que separava o palco do público e atirou um presente para Anahí durante a música "Dame". Um segurança empurrou a fã de volta para a grade, o que gerou reclamações da cantora. O segundo fã invadiu o palco durante "I Wanna Be The Rain", que foi interrompida e depois cantada inteira novamente.
Algumas falhas técnicas aconteceram, com o retorno de Anahí sendo o mais prejudicado, apesar de ter afetado também Alfonso Herrera e Maite Perroni. Isso aconteceu porque havia uma falta de sinal com os pontos dos integrantes quando eles iam perto ou na passarela do palco. As músicas "Money Money" e "Dame" são as que as falhas são mais visíveis no DVD. A falha de Anahí ficou mais famosa por ter sido associada ao fone grande que a cantora usava, devido ao fato de que, em um show na Bolívia alguns dias antes, um fã invadiu o palco e gritou em seu ouvido, o machucando seriamente. Por isso ela tinha sido proibida de usar os fones pequenos usados pelos outros cantores. No fim, o espetáculo foi um sucesso, apesar de problemas técnicos e do clima quente.
Imagens de Alfonso Herrera e Anahí supostamente discutindo atrás do palco do show foram divulgadas na época, mas os dois nunca falaram sobre esta ocasião, mesmo com outros membros do grupo falando abertamente sobre as brigas que tiveram durante o período em que trabalharam juntos.

## Lançamentos
Em comparação aos seus outros DVDs, esse foi o que mais demorou a ser lançado. Após quase um ano, o Brasil foi o primeiro país a lançá-lo, no dia 26 de março de 2009. Logo depois, ele foi lançado nos Estados Unidos e no resto da América Latina, no dia 9 de junho de 2009. Em 14 de julho de 2009, o DVD foi lançado na Espanha. 
O DVD teve, além do show, entrevistas com cada membro da banda, sendo esse o último registro de entrevistas antes da separação. Devido a questões de direitos autorais, esse e outros álbuns foram retirados dos serviços de streaming desde 2012. Finalmente, o álbum retornou as plataformas digitais no dia 1º de outubro de 2020 pela Universal Music junto a outros álbuns da banda. No dia seguinte, 2 de outubro, foi lançada uma versão CD+DVD do álbum no México, em celebração ao relançamento da discografia da banda nas plataformas digitais.

## Lista de faixas
| N.º | Título                                                                                       | Duração |  |
| 1.  | "Intro Desde Cero"                                                                           | 2:04    |  |
| 2.  | "Fui La Niña"                                                                                | 3:30    |  |
| 3.  | "Money Money"                                                                                | 3:42    |  |
| 4.  | "Me Voy"                                                                                     | 3:34    |  |
| 5.  | "Ser O Parecer"                                                                              | 3:29    |  |
| 6.  | "Dame"                                                                                       | 4:22    |  |
| 7.  | "Tenerte y Quererte" / "Un Poco de Tu Amor" / "Otro Día Que Va" / "Sólo Quédate en Silencio" | 6:20    |  |
| 8.  | "Inalcanzable"                                                                               | 4:26    |  |
| 9.  | "I Wanna Be The Rain"                                                                        | 4:31    |  |
| 10. | "Bésame Sin Miedo"                                                                           | 4:17    |  |
| 11. | "Este Corazón"                                                                               | 1:41    |  |
| 12. | "A Tu Lado"                                                                                  | 3:52    |  |
| 13. | "Sálvame"                                                                                    | 3:55    |  |
| 14. | "Y No Puedo Olvidarte"                                                                       | 3:34    |  |
| 15. | "No Pares"                                                                                   | 3:47    |  |
| 16. | "Empezar Desde Cero"                                                                         | 3:45    |  |
| 17. | "No Digas Nada" / "Si No Estás Aquí" / "El Mundo Detrás" / "Sueles Volver"                   | 5:59    |  |
| 18. | "Extraña Sensación"                                                                          | 7:09    |  |
| 19. | "Celestial"                                                                                  | 3:28    |  |
| 20. | "Aún Hay Algo"                                                                               | 3:37    |  |
| 21. | "Tras de Mí"                                                                                 | 5:28    |  |
| 22. | "Rebelde"                                                                                    | 3:43    |  |

| Live in Brasília – Extras |             |         |  |
| N.º                       | Título      | Duração |  |
| 1.                        | "Making-Of" | 12:58   |  |

## Músicos participantes
- Guido Laris: Baixo e Direção Musical
- Charly Rey: Guitarra e Vocais
- Mauricio Soto Lartigue (Bicho): Bateria
- Eddie Tellez: Teclados
- Luis Emilio "Catire" Mauri: Percussão

## Histórico de lançamento
| País           | Data                 | Formato          | Gravadora | Ref.   |
| -------------- | -------------------- | ---------------- | --------- | ------ |
| Brasil         | 26 de março de 2009  | DVD              | EMI       |        |
| México         | 9 de junho de 2009   | DVD              | EMI       |        |
| Estados Unidos | 9 de junho de 2009   | DVD              | EMI       |        |
| Espanha        | 14 de julho de 2009  | DVD              | EMI       |        |
| Vários         | 1 de outubro de 2020 | Download digital | Universal | [ 11 ] |
| México         | 2 de outubro de 2020 | CD + DVD         | Universal |        |
| Brasil         | 18 de junho de 2021  | CD + DVD         | Universal | [ 12 ] |